# 坦博阿拉
坦博阿拉是巴西巴拉那州的一个市镇。总面积194.735平方公里，总人口4757人，人口密度24.4人/平方公里。